# Dicamptodon aterrimus
Espèce
Synonymes
- Amblystoma aterrimum Cope, 1868 "1867"

Statut de conservation UICN

 LC  : Préoccupation mineure
Dicamptodon aterrimus est une espèce d'urodèles de la famille des Ambystomatidae.

## Répartition
Cette espèce est endémique du Nord-Ouest des États-Unis. Elle se rencontre :
- dans le nord de l'Idaho ;
- dans l'extrême Ouest du Montana.

## Publication originale
- Cope, 1868 "1867" : A review of the species of the Amblystomidae. Proceedings of the Academy of Natural Sciences of Philadelphia, vol. 19, p. 166-211 (texte intégral).